# Turek
Turek [ˈturɛk] este un oraș din centrul Poloniei cu o populație de 31282 de locuitori în 2009 (24.788 de locuitori în 2023). Este capitala powiatului Turek din Voievodatul Polonia Mare. Se află în Ținutul Sieradz (în poloneză: ziemia sieradzka; în latină: Terra Siradiae), o regiune istorică din centrul Poloniei.

## Istorie

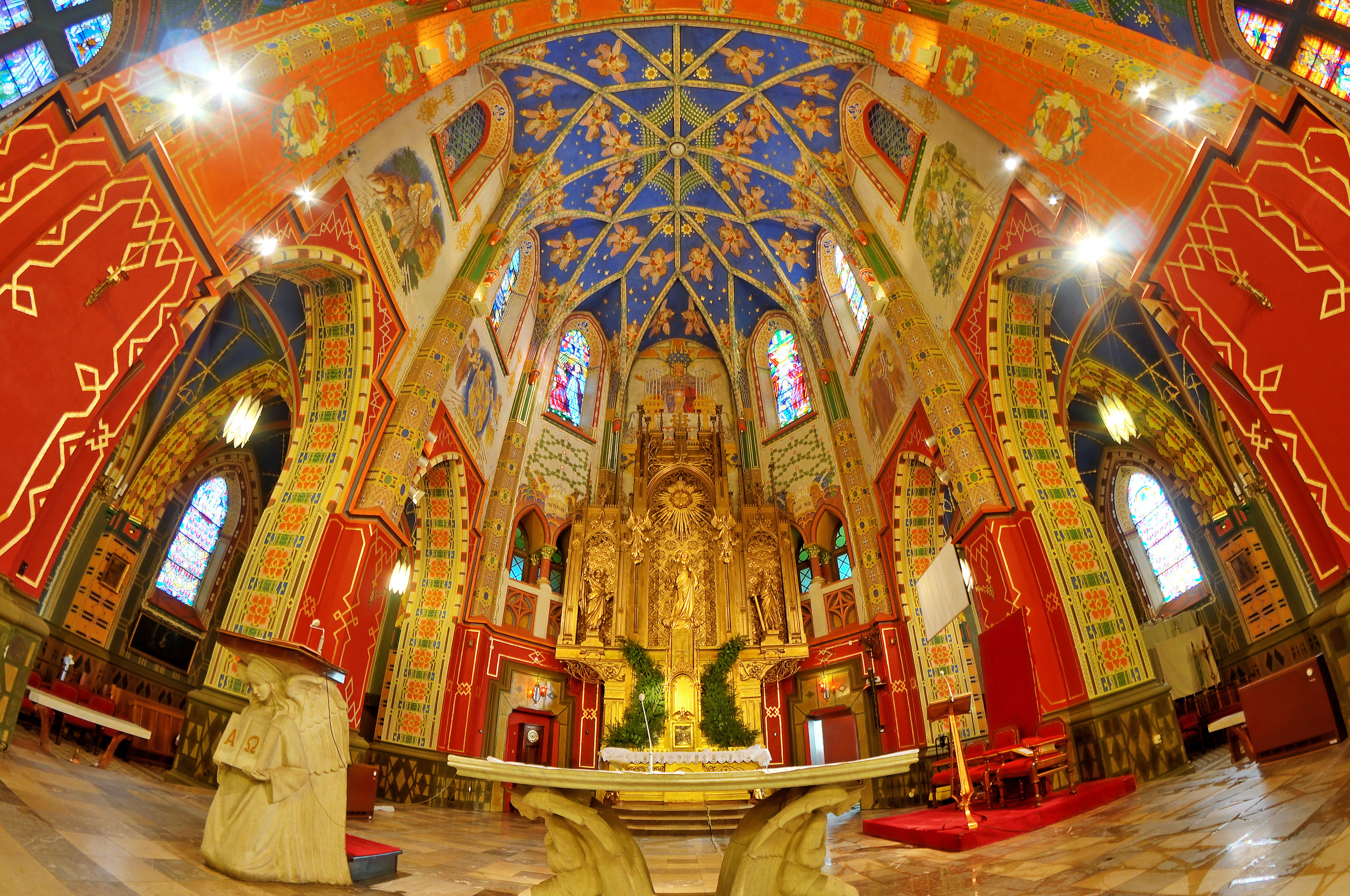
Interiorul bisericii Sfânta Inimă a lui Isus, proiectat de Józef Mehoffer

Turek este menționat pentru prima dată într-un document istoric din anul 1136, când a fost menționat ca aparținând arhiepiscopilor de Gniezno. Și-a primit drepturile de oraș în 1341. A fost un oraș bisericesc privat, situat administrativ în powiatul Sieradz din Voievodatul Sieradz din provincia Polonia Mare a Regatului Poloniei.
Turek a fost anexat de Regatul Prusiei în 1793 la a doua împărțire a Poloniei, a fost recâștigat de polonezi și inclus în ducatul de scurtă durată de la Varșovia în 1807 și apoi inclus în așa-numita Polonie a Congresului în 1815, integrată forțat deImperiul Rus. A devenit capitala unui district din cadrul guberniei Kalisca (în rusă Калишская губерния). În 1826, compozitor polonez Frédéric Chopin a călătorit prin oraș.
În timpul Insurecției poloneze din Ianuarie, a fost locul ciocnirilor dintre insurgenții polonezi și trupele ruse la 20 august și la 28 decembrie 1863.
După sfârșitul Primului Război Mondial în 1918, Turek a devenit parte a celei de-A Doua Republici Poloneze pe măsură ce țara și-a recâștigat independența.
După invazia germană a Poloniei și declanșarea celui de-Al Doilea Război Mondial în septembrie 1939, Turek a fost ocupat de Wehrmacht și anexat la Germania Nazistă. A fost administrat ca parte a județului sau districtului (kreis) Turek în provincia nou formată Reichsgau Wartheland⁠(d). Populația poloneză a fost supusă expulzărilor, confiscării proprietăților, deportărilor în lagărele de concentrare naziste și crimelor (vezi crimele naziste împotriva națiunii poloneze). În toamna anului 1939, Einsatzgruppe VI a executat polonezi în piața locală. Profesorii din Turek au fost printre profesorii polonezi uciși în lagărul de concentrare de la Mauthausen. Prima expulzare a 160 de polonezi a fost efectuată în decembrie 1939, iar magazinele, atelierele și casele celor expulzați au fost apoi predate coloniștilor germani, ca parte a politicii Lebensraum (Spațiu vital). În localitate a funcționat o tabără de tranzit pentru polonezii expulzați din regiune.
În timpul ocupației germane, cei aproape 3.000 de evrei din Turek au fost brutalizați, mutați cu forța într-un ghetou supraaglomerat în 1940, înfometați și jefuiți de toate bunurile lor. În 1941, unii bărbați au fost trimiși în lagărele de muncă forțată de lângă Poznań, dar majoritatea evreilor din Turek au fost trimiși într-un ghetou rural din Kowale Pańskie⁠(d). În iulie 1942, cei mai mulți dintre ei au fost trimiși în lagărul de exterminare Chełmno unde au fost gazați imediat. Doar aproximativ 30 de evrei din Turek au supraviețuit războiului.
Odată cu sosirea Armatei Roșii în 1945 și sfârșitul războiului, Turek a fost integrat în Republica Populară Polonă.
Din 1975 până în 1998, s-a aflat administrativ în Voievodatul Konin.

## Sport
Clubul local de fotbal este Tur Turek⁠(d). Acesta joacă în ligile inferioare din Polonia.

## Relații internaționale

### Orașe înfrățite
Turek este înfrățit cu:
- Wiesmoor, Germania
- Dunaiivți, Ucraina
- Turhal, Turcia
- Rovinari, România
- Uniejów, Polonia

## Persoane notabile

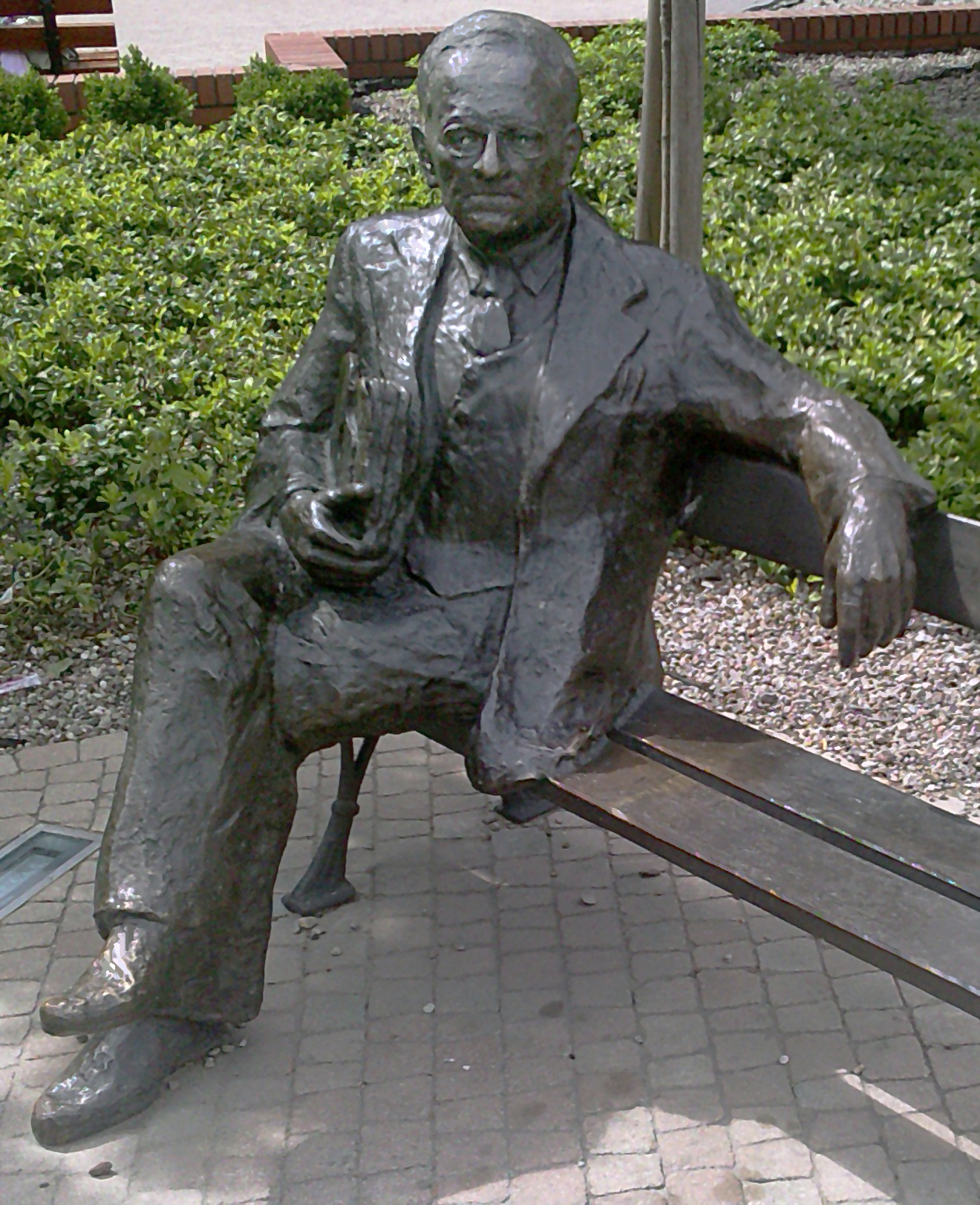

- Roch Rupniewski⁠(d) (1802/1804–1876), poet și activist polonez, participant la Revolta din Noiembrie, născut în Turek
- Ludwik Grossman⁠(d) (1835–1915), muzician, compozitor și dirijor polonez, născut la Turek
- Józef Mehoffer (1869–1946), pictor și artist decorativ polonez
- Henryk (Henoch) Glicenstein⁠(d) (1870–1942), sculptor polono-american
- Felicjan Sławoj Składkowski (1885–1962), medic polonez, general, politician, prim-ministru al Poloniei
- Marian Cieplak⁠(d) (1893–1996), diplomat polonez, om de stat, parlamentar, director al gimnaziului din Turek înainte de Al Doilea Război Mondial[14]
- Mieczysław Smorawiński⁠(d) (1893–1940), general polonez, victimă a masacrului de la Katyn
- Włodzimierz Pietrzak⁠(d) (1913–1944), poet polonez, membru al mișcării de rezistență poloneză în al Doilea Război Mondial, ucis în Revolta din Varșovia
- Tomasz Gatka⁠(d) (născut în 1974), bober polonez